# Reichenstraße 42 (Quedlinburg)

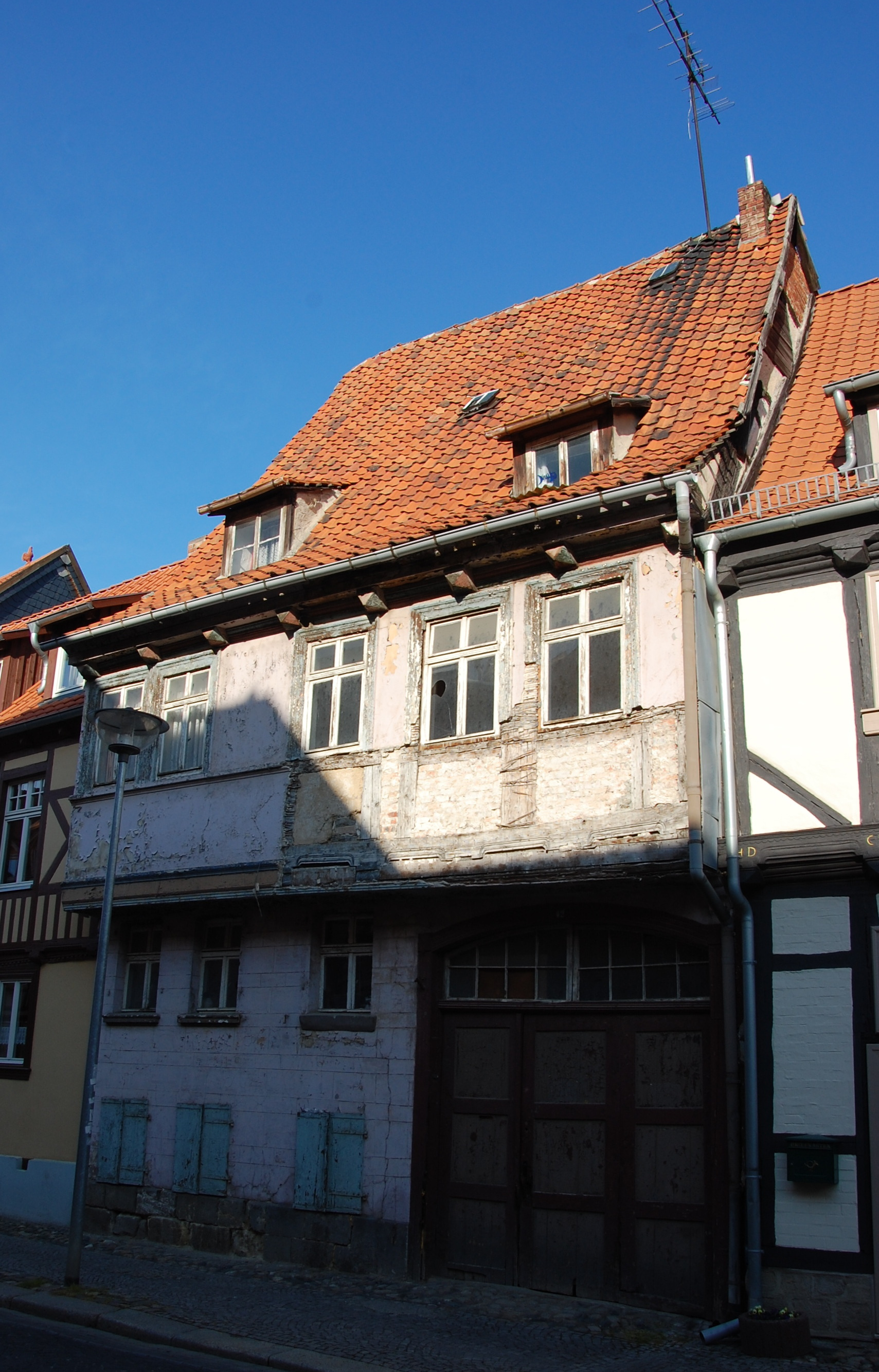
Haus Reichenstraße 42

Das Haus Reichenstraße 42 ist ein denkmalgeschütztes Gebäude in der Stadt Quedlinburg in Sachsen-Anhalt.

## Lage
Es befindet sich im nördlichen Teil der historischen Quedlinburger Neustadt und gehört zum UNESCO-Weltkulturerbe. Das Gebäude ist im Quedlinburger Denkmalverzeichnis als Ackerbürgerhaus eingetragen. Nördlich grenzt das gleichfalls denkmalgeschützte Haus Reichenstraße 41, südlich das Haus Reichenstraße 43 an.

## Architektur und Geschichte
In seinem Kern stammt das zweigeschossige Fachwerkhaus vermutlich aus dem Jahr 1666. Das mit einer Fensterreihung versehene Obergeschoss kragt sehr weit über das Erdgeschoss vor. Bedeckt wird das Haus von einem hohen, steilen Dach.
Die Fassade wurde in der Zeit des Klassizismus mit einer Quaderung und Gurtgesims umgestaltet. Die Fenster und das Tor des Hauses stammen in ihrer heutigen Form aus der Zeit um 1840.